# Skyrunner World Series
Die Skyrunner World Series ist eine jährlich ausgetragene internationale Cupwertung im Berglauf. Sie wird seit 2008 von der International Skyrunning Federation (ISF) durchgeführt. Vor der Ablösung durch die ISF wurden die Rennen durch die Federation for Sport at Altitude (FSA) organisiert.
Ab 2016 wurden die 24 zur Meisterschaft zählenden Rennen in vier Disziplinen ausgetragen: Sky, Extreme, Ultra und Vertical (2013–2015 Sky, Ultra und Vertical). Mindestens fünf Rennen mussten die Skyrunning-Merkmale „Vertical Incline“ (Vertikalsteigung) beinhalten und über 2000 Meter Höhe hinausgehen. Maximal zwei Rennen jeder Disziplin durften, bezüglich der Kriterien, „gemischte Kurse“ sein oder unter 2000 Meter Höhe bleiben. Diese Ausnahme ermöglichte auch Ländern die Teilnahme, welche ansonsten die Voraussetzungen nicht hätten erfüllen können.
Bei den einzelnen Rennen wurde der jeweilige Sieger mit 100 Punkten, der Zweitplatzierte mit 88 und der Dritte mit 78 Punkten bewertet; insgesamt reichte die Bewertungsskala nach unten bis auf zwei Punkte für den 30. Platz bei den Herren und bei den Damen für die jeweils 15. des Laufes. Um die Motivation auf den Gesamtsieg der Rennserie zu erhöhen, wurde das letzte Rennen der Meisterschaft mit zusätzlichen 20 Prozent der erreichten Anzahl Punkten bewertet. Für den Gesamtsieg pro Kategorie wurde zusätzlich eine Bonus Prämie ausgeschrieben, wobei die Gesamtsumme 36.000 Euro betrug.
Ab 2018 wurde das Konzept mit einer Vielzahl von unterschiedlichen Kategorien vereinfacht: Es gab die drei Kategorien Sky Classic, Sky Extra und Overall (Kombination aus Classic und Extra), die man jeweils gewinnen konnte.
Ab 2019 wurden alle Arten von Rennen in einer Serienwertung zusammengefasst, mit einem einzigen weiblichen bzw. männlichen Gewinner. Die jeweils 20 besten Läufer in jedem Rennen erhalten Punkte für die Gesamtwertung. Die Höhe der Punktzahl ist abhängig von der Einstufung der Einzelrennen als Skyrace, Premier Skyrace oder Skymasters Final (das letzte Rennen der Serie, nach dem die Sieger der Gesamtserie gekrönt werden). Alle Läufer, die bei den Einzelrennen Punkte erhalten, werden im Serien-Ranking geführt, wobei ihre vier besten Ergebnisse und das Skymasters Final für das finale Ranking gewertet werden.
Die Serie 2023 bestand aus 13 Rennen in acht Ländern auf drei Kontinenten, mit jeweils Distanzen zwischen 20 und 30 Kilometer und über 2000 Höhenmetern. Zusätzlich zu den Preisgeldern der einzelnen Rennen wurde unter den Top-Ten-Platzierten der Gesamtserie ein Preisgeld von 100.000 Euro aufgeteilt, 20.000 Euro davon erhielten die beiden Sieger.
2024 wurde die Serie auf 21 Rennen ausgeweitet.

## Gewinnerübersichten

### 2003
| Rennen                                        | Datum              | 1. Platz Herren   | 1. Platz Damen      |
| --------------------------------------------- | ------------------ | ----------------- | ------------------- |
| Maraton Alpino Madrileno (Spanien)            | 15. Juni           | Agustí Roc Amador | Corinne Favre       |
| Sentiero 4 Luglio SkyRace (Italien)           | 6. Juli            | Mario Poletti     | Corinne Favre       |
| Val-d’Isère Vertical Kilometer (Frankreich)   | 12. Juli           | Marco De Gasperi  | Corinne Favre       |
| Barr Trail Mountain Race (Vereinigte Staaten) | 13. Juli           | Paul Low          | Kelli Lusk          |
| Course de Sierre Zinal (Schweiz)              | 10. August         | Jonathan Wyatt    | Tsege Worku         |
| Cervinia SkyMarathon (Italien)                | 7. September       | Lucio Fregona     | Gisella Bendotti    |
| Mount Kinabalu Climbathon (Malaysia)          | 4.–5. Oktober      | Marco De Gasperi  | Kuilin Danny Gongot |
| Gesamtwertung 2003                            | Gesamtwertung 2003 | Agustí Roc Amador | Teresa Forn         |

### 2004
| Rennen                                    | Datum              | 1. Platz Herren   | 1. Platz Damen  |
| ----------------------------------------- | ------------------ | ----------------- | --------------- |
| Zegama-Aizkorri (Spanien)                 | 23. Mai            | Mario Poletti     | Anna Serra      |
| Valmalenco-Valposchiavo (Italien/Schweiz) | 13. Juni           | Dennis Brunod     | Emanuela Brizio |
| Sentiero 4 Luglio SkyRace (Italien)       | 4. Juli            | Fabio Bonfanti    | Emanuela Brizio |
| 6000D SkyRace (Frankreich)                | 25. Juli           | Rob Jebb          | Corinne Favre   |
| Dolomites SkyRace (Italien)               | 1. August          | Fulvio Dapit      | Anna Serra      |
| Pikes Peak Marathon (Vereinigte Staaten)  | 22. August         | Galen Burrell     | Erica Larson    |
| Mount Kinabalu Climbathon (Malaysia)      | 3. Oktober         | Bruno Brunod      | Anna Pichrtova  |
| Gesamtwertung 2004                        | Gesamtwertung 2004 | Agustí Roc Amador | Anna Sera       |

### 2005
| Rennen                                    | Datum              | 1. Platz Herren   | 1. Platz Damen  |
| ----------------------------------------- | ------------------ | ----------------- | --------------- |
| Zegama-Aizkorri (Spanien)                 | 29. Mai            | Rob Jebb          | Corinne Favre   |
| Valmalenco-Valposchiavo (Italien/Schweiz) | 12. Juni           | Ricardo Mejía     | Emanuela Brizio |
| Dolomites SkyRace (Italien)               | 24. Juli           | Michele Tavernaro | Corinne Favre   |
| La 6000D SkyRace (Frankreich)             | 31. Juli           | Rob Jebb          | Corinne Favre   |
| Pikes Peak Marathon (Vereinigte Staaten)  | 21. August         | Fulvio Dapit      | Corinne Favre   |
| Sentiero delle Grigne (Italien)           | 18. September      | Dennis Brunod     | Corinne Favre   |
| Mount Kinabalu Climbathon (Malaysia)      | 1.–2. Oktober      | Ricardo Mejía     | Anna Pichrtova  |
| Gesamtwertung 2005                        | Gesamtwertung 2005 | Rob Jebb          | Corinne Favre   |

### 2006
| Rennen                                    | Datum              | 1. Platz Herren   | 1. Platz Damen           |
| ----------------------------------------- | ------------------ | ----------------- | ------------------------ |
| Hidalgo (Mexiko)                          | 7. Mai             | Ricardo Mejía     | Mónica Ardid             |
| Zegama-Aizkorri (Spanien)                 | 28. Mai            | Ricardo Mejía     | Angela Mudge             |
| Valmalenco-Valposchiavo (Italien/Schweiz) | 11. Juni           | Helmut Schießl    | Angela Mudge             |
| OSJ Ontake SkyRace (Japan)                | 25. Juni           | Fulvio Dapit      | Angela Mudge             |
| Dolomites SkyRace (Italien)               | 23. Juli           | Agustí Roc Amador | Angela Mudge             |
| SkyRace (Andorra)                         | 3. September       | Ricardo Mejía     | Ester Hernández Casahuga |
| Sentiero delle Grigne (Italien)           | 17. September      | Massimo Colombo   | Daniela Gilardi          |
| Mount Kinabalu Climbathon (Malaysia)      | 30. September      | Ricardo Mejía     | Anna Pichrtova           |
| Gesamtwertung 2006                        | Gesamtwertung 2006 | Ricardo Mejía     | Angela Mudge             |

### 2007
| Rennen                               | Datum              | 1. Platz Herren       | 1. Platz Damen   |
| ------------------------------------ | ------------------ | --------------------- | ---------------- |
| Berga (Katalonien-Spanien)           | 20. Mai            | Raúl García Castán    | Angela Mudge     |
| Corteno Golgi (Italien)              | 1. Juli            | Andrew Symonds        | Corinne Favre    |
| Vallnord (Andorra)                   | 22. Juli           | Kílian Jornet Burgadá | Angela Mudge     |
| Dolomites SkyRace (Italien)          | 29. Juli           | Mitja Kosovelj        | Angela Mudge     |
| Mount Kinabalu Climbathon (Malaysia) | 26. August         | Kílian Jornet Burgadá | Mónica Ardid     |
| OSJ Ontake SkyRace (Japan)           | 2. September       | Kílian Jornet Burgadá | Stefanie Jiménez |
| Zegama-Aizkorri (Spanien)            | 23. September      | Kílian Jornet Burgadá | Corinne Favre    |
| Gesamtwertung 2007                   | Gesamtwertung 2007 | Kílian Jornet Burgadá | Angela Mudge     |

### 2008
| Rennen                                    | Datum              | 1. Platz Herren       | 1. Platz Damen  |
| ----------------------------------------- | ------------------ | --------------------- | --------------- |
| Berga (Katalonien-Spanien)                | 11. Mai            | Jessed Hernàndez      | Corinne Favre   |
| Valmalenco-Valposchiavo (Italien/Schweiz) | 8. Juni            | Kílian Jornet Burgadá | Angela Mudge    |
| Vallnord (Andorra)                        | 29. Juni           | Kílian Jornet Burgadá | Rosa Madureira  |
| Mount Kinabalu Climbathon (Malaysia)      | 24. August         | Agustí Roc Amador     | Corinne Favre   |
| Fort William (Vereinigtes Königreich)     | 6. September       | Agustí Roc Amador     | Angela Mudge    |
| Sentiero delle Grigne (Italien)           | 21. September      | Kílian Jornet Burgadá | Emanuela Brizio |
| Gesamtwertung 2008                        | Gesamtwertung 2008 | Kílian Jornet Burgadá | Corinne Favre   |

### 2009
| Rennen                                   | Datum              | 1. Platz Herren       | 1. Platz Damen     |
| ---------------------------------------- | ------------------ | --------------------- | ------------------ |
| Irazú SkyRace (Costa Rica)               | 18. April          | Ricardo Mejía         | Emanuela Brizio    |
| Maratòn Alpina Zegama-Aizkorri (Spanien) | 24. Mai            | Ricky Lightfoot       | Emanuela Brizio    |
| Vallnord SkyRace (Andorra)               | 28. Juni           | Kílian Jornet Burgada | Emanuela Brizio    |
| Giir di Mont (Italien)                   | 26. Juli           | Kílian Jornet Burgada | Stéphanie Jiménez  |
| Pikes Peak Marathon (Vereinigte Staaten) | 16. August         | Matt Carpenter        | Anita Ortiz        |
| Ben Nevis Race (United Kingdom)          | 5. September       | Rob Jebb              | Mireia Miró Varela |
| Mount Kinabalu Climbathon (Malaysia)     | 24. & 25. Oktober  | Kílian Jornet Burgada | Emanuela Brizio    |
| Gesamtwertung 2009                       | Gesamtwertung 2009 | Kílian Jornet Burgada | Emanuela Brizio    |

### 2010
| Rennen                                   | Datum              | 1. Platz Herren       | 1. Platz Damen     |
| ---------------------------------------- | ------------------ | --------------------- | ------------------ |
| Maratòn Alpina Zegama-Aizkorri (Spanien) | 16. Mai            | Kílian Jornet Burgada | Emanuela Brizio    |
| Charbeton Marathon (Frankreich)          | 1. August          | Tofol Castañer        | Anna Frost         |
| Pikes Peak Marathon (Vereinigte Staaten) | 22. August         | Matt Carpenter        | Keri Nelson        |
| Sentiero delle grigne (Italien)          | 19. September      | Miguel Ángel Heras    | Mireia Miró Varela |
| Mount Kinabalu Climbathon (Malaysia)     | 24. Oktober        | Marco De Gasperi      | Núria Picas        |
| Gesamtwertung 2010                       | Gesamtwertung 2010 | Tofol Castañer        | Emanuela Brizio    |

### 2011
| Rennen                                   | Datum              | 1. Platz Herren              | 1. Platz Damen           |
| ---------------------------------------- | ------------------ | ---------------------------- | ------------------------ |
| Arles Tech (Frankreich)                  | 8. Mai             | Marco Degasperi              | Mireia Miró Varela       |
| Maratòn Alpina Zegama-Aizkorri (Spanien) | 29. Mai            | Kílian Jornet Burgada        | Oihana Kortazar Aranzeta |
| Ziria (Griechenland)                     | 29. Mai            | Alexandros Kampouropoulos    | Amalia Mathaiou          |
| Canilla (Andorra)                        | 26. Juni           | Luis Alberto Hernando Alzaga | Laura Orgué              |
| Ribaborça (Spanien)                      | 3. Juli            | Luis Alberto Hernando Alzaga | Oihana Kortazar Aranzeta |
| Bettelmatt (Italien)                     | 17. Juli           | Mikhail Mamleev              | Emanuela Brizio          |
| Snowdon Race (Vereinigtes Königreich)    | 23. Juli           | Andi Jones                   | Pippa Maddams            |
| Dolomites SkyRace (Italien)              | 24. Juli           | Luis Alberto Hernando Alzaga | Mireia Miró Varela       |
| Sierre-Zinal (Schweiz)                   | 14. August         | Marco Degasperi              | Oihana Kortazar Aranzeta |
| Pikes Peak Marathon (Vereinigte Staaten) | 20. August         | Mario Macias                 | Kim S Dobson             |
| Montcalm (Frankreich)                    | 20. August         | Michel Rabat                 | Stéphanie Jiménez        |
| Mt Ontake (Japan)                        | 28. August         | Dai Matsumoto                | Hasegawa Kanako          |
| Sorginen (Spanien)                       | 11. September      | Jabi Olabarria Etxebarria    | Maite Maiora Elizondo    |
| Grigne (Italien)                         | 18. September      | Tom Owens                    | Emanuela Brizio          |
| Gesamtwertung 2011                       | Gesamtwertung 2011 | Luis Alberto Hernando Alzaga | Oihana Kortazar Aranzeta |

### 2012
Kategorie SkyRace
| Rennen                                | Datum                      | 1. Platz Herren              | 1. Platz Damen  |
| ------------------------------------- | -------------------------- | ---------------------------- | --------------- |
| Elbrus (Russland)                     | 9. Mai                     | Luis Alberto Hernando Alzaga | Zhanna Vokueva  |
| Ziria (Griechenland)                  | 27. Mai                    | Luis Alberto Hernando Alzaga | Zhanna Vokueva  |
| Snowdon Race (Vereinigtes Königreich) | 21. Juli                   | Murray Strain                | Tessa Hill      |
| Dolomites SkyRace (Italien)           | 22. Juli                   | Kílian Jornet Burgada        | Emelie Forsberg |
| Montcalm (Frankreich)                 | 13. Oktober                | Jokin Lizeaga Mitxelena      | Silvia Serafini |
| Gesamtwertung 2012 SkyRace            | Gesamtwertung 2012 SkyRace | Luis Alberto Hernando Alzaga | Zhanna Vokueva  |

Kategorie Ultra
| Rennen                         | Datum                    | 1. Platz Herren       | 1. Platz Damen |
| ------------------------------ | ------------------------ | --------------------- | -------------- |
| Transvulcania (Spanien)        | 12. Mai                  | Dakota Jones          | Anna Frost     |
| Speedgoat (Vereinigte Staaten) | 28. Juli                 | Kílian Jornet Burgada | Anna Frost     |
| Kima (Italien)                 | 28. August               | Kílian Jornet Burgada | Núria Picas    |
| Cavalls de Vent (Spanien)      | 29. September            | Kílian Jornet Burgada | Núria Picas    |
| Templiers (Frankreich)         | 28. Oktober              | Fabien Antolinos      | Núria Picas    |
| Gesamtwertung 2012 Ultra       | Gesamtwertung 2012 Ultra | Kílian Jornet Burgada | Núria Picas    |

Kategorie Vertical Kilometer
| Rennen                      | Datum                 | 1. Platz Herren  | 1. Platz Damen               |
| --------------------------- | --------------------- | ---------------- | ---------------------------- |
| Elbrus Vertical (Russland)  | 7. Mai                | Marco De Gasperi | Larisa Soboleva              |
| Gerania (Griechenland)      | 10. Juni              | Urban Zemmer     | Laura Orgué                  |
| Dolomites SkyRace (Italien) | 20. Juli              | Nejc Kuhar       | Antonella Confortola         |
| Fully (Schweiz)             | 20. Oktober           | Urban Zemmer     | Christelle Dewalle           |
| Campana (Spanien)           | 11 November           | Urban Zemmer     | Blanca Maria Serrano Serrano |
| Gesamtwertung 2012 VK       | Gesamtwertung 2012 VK | Urban Zemmer     | Laura Orgué                  |

Combined ranking
| Rennen             | Datum              | 1. Platz Herren       | 1. Platz Damen  |
| Gesamtwertung 2012 | Gesamtwertung 2012 | Kílian Jornet Burgada | Emelie Forsberg |
| ------------------ | ------------------ | --------------------- | --------------- |

### 2013
Kategorie Sky
| Rennen                                   | Datum                      | 1. Platz Herren       | 1. Platz Damen  |
| ---------------------------------------- | -------------------------- | --------------------- | --------------- |
| Maraton Alpina Zegama-Aizkorri (Spanien) | 26. Mai                    | Kílian Jornet Burgada | Emelie Forsberg |
| Mont Blanc Marathon (Frankreich)         | 30. Juni                   | Kílian Jornet Burgada | Stevie Kremer   |
| Pikes Peak Marathon (Vereinigte Staaten) | 18. August                 | Toru Myhara           | Stevie Kremer   |
| Matterhorn Ultraks (Schweiz)             | 24. August                 | Kílian Jornet Burgada | Emelie Forsberg |
| Limone Extreme (Italien)                 | 13. Oktober                | Kílian Jornet Burgada | Stevie Kremer   |
| Gesamtwertung 2013 SkyRace               | Gesamtwertung 2013 SkyRace | Kílian Jornet Burgada | Stevie Kremer   |

Kategorie Ultra
| Rennen                            | Datum                    | 1. Platz Herren       | 1. Platz Damen   |
| --------------------------------- | ------------------------ | --------------------- | ---------------- |
| Transvulcania (Spanien)           | 11. Mai                  | Kílian Jornet Burgada | Emelie Forsberg  |
| Ronda dels Cims (Andorra)         | 21. Juni                 | Julian Chorier        | Francesca Canepa |
| Ice Trail Tarentaise (Frankreich) | 14. Juli                 | Kílian Jornet Burgada | Emelie Forsberg  |
| Speedgoat (Vereinigte Staaten)    | 27. Juli                 | Sage Canaday          | Stephanie Howe   |
| UROC (Vereinigte Staaten)         | 28. September            | Rob Krar              | Emelie Forsberg  |
| Gesamtwertung 2013 Ultra          | Gesamtwertung 2013 Ultra | Kílian Jornet Burgada | Emelie Forsberg  |

Kategorie Vertical
| Rennen                                      | Datum                 | 1. Platz Herren    | 1. Platz Damen        |
| ------------------------------------------- | --------------------- | ------------------ | --------------------- |
| Elbrus Vertical (Russland)                  | 7. Mai                | Marco Facchinelli  | Larisa Soboleva       |
| Cara Amon Vertical (Spanien)                | 18. Mai               | Urban Zemmer       | Laura Orgué           |
| Chamonix Kilomètre Vertical (Frankreich)    | 28. Juni              | Saul Antonio Padoa | Christel Dewalle      |
| Gerania Vertical (Griechenland)             | 8. September          | Nejc Kuhar         | Vanesa Ortega Trancon |
| Limone Extreme Vertical Kilometer (Italien) | 11. Oktober           | Urban Zemmer       | Laura Orgué           |
| Gesamtwertung 2013 VK                       | Gesamtwertung 2013 VK | Urban Zemmer       | Laura Orgué           |

### 2014
Kategorie Sky
| Rennen                                   | Datum                      | 1. Platz Herren       | 1. Platz Damen        |
| ---------------------------------------- | -------------------------- | --------------------- | --------------------- |
| Maraton Alpina Zegama-Aizkorri (Spanien) | 25. Mai                    | Kílian Jornet Burgada | Stevie Kremer         |
| Dolomites SkyRace (Italien)              | 20. Juli                   | Kílian Jornet Burgada | Laura Orgué           |
| Course de Sierre-Zinal (Schweiz)         | 10. August                 | Kílian Jornet Burgada | Stevie Kremer         |
| Matterhorn Ultraks (Schweiz)             | 23. August                 | Zaid Ait Malek        | Stevie Kremer         |
| Limone Extreme (Italien)                 | 11. Oktober                | Pietro Mamu           | Maite Maiora Elizondo |
| Gesamtwertung 2014 SkyRace               | Gesamtwertung 2014 SkyRace | Kílian Jornet Burgada | Stevie Kremer         |

Kategorie Ultra
| Rennen                            | Datum                    | 1. Platz Herren       | 1. Platz Damen  |
| --------------------------------- | ------------------------ | --------------------- | --------------- |
| Transvulcania (Spanien)           | 10. Mai                  | Luis Alberto Hernando | Anna Frost      |
| Ice Trail Tarentaise (Frankreich) | 13. Juli                 | François D’Haene      | Emelie Forsberg |
| Speedgoat (Vereinigte Staaten)    | 19. Juli                 | Sage Canaday          | Anna Frost      |
| Kima Trophy (Italien)             | 31. August               | Kílian Jornet Burgada | Kasie Enman     |
| The Rut 50K (Vereinigte Staaten)  | 11. September            | Kílian Jornet Burgada | Emelie Forsberg |
| Gesamtwertung 2014 Ultra          | Gesamtwertung 2014 Ultra | Kílian Jornet Burgada | Emelie Forsberg |

Kategorie Vertical
| Rennen                                  | Datum                 | 1. Platz Herren       | 1. Platz Damen    |
| --------------------------------------- | --------------------- | --------------------- | ----------------- |
| Transvulcania Vertical (Spanien)        | 8. Mai                | Bernard Dematteis     | Elisa Desco       |
| Val-d’Isère Vertical (Frankreich)       | 11. Juli              | Marco Moletto         | Christel Dewalle  |
| Dolomites Vertical (Italien)            | 18. Juli              | Urban Zemmer          | Laura Orgué       |
| Lone Peak Vertical (Vereinigte Staaten) | 12. September         | Kílian Jornet Burgada | Stéphanie Jiménez |
| Limone Vertical (Italien)               | 10. Oktober           | Kílian Jornet Burgada | Laura Orgué       |
| Gesamtwertung 2014 VK                   | Gesamtwertung 2014 VK | Kílian Jornet Burgada | Laura Orgué (2)   |

### 2015
Kategorie Sky
| Rennen                           | Datum                      | 1. Platz Herren    | 1. Platz Damen    |
| -------------------------------- | -------------------------- | ------------------ | ----------------- |
| Dolomites SkyRace (Italien)      | 19. Juli                   | Tadei Pivk         | Megan Kimmel      |
| Matterhorn Ultraks 46K (Schweiz) | 22. August                 | Martin Anthamatten | Elisa Desco       |
| The Rut 25K (Vereinigte Staaten) | 5. September               | Remi Bonnet        | Megan Kimmel      |
| Lantau 2 Peaks (Hongkong)        | 4. Oktober                 | Remi Bonnet        | Yngvild Kaspersen |
| Limone Extreme SkyRace (Italien) | 18. Oktober                | Remi Bonnet        | Laura Orgué       |
| Gesamtwertung 2015 SkyRace       | Gesamtwertung 2015 SkyRace | Tadei Pivk         | Laura Orgué       |

Kategorie Ultra
| Rennen                                | Datum                    | 1. Platz Herren       | 1. Platz Damen  |
| ------------------------------------- | ------------------------ | --------------------- | --------------- |
| Transvulcania Ultramarathon (Spanien) | 9. Mai                   | Luis Alberto Hernando | Emelie Forsberg |
| Mont Blanc 80K (Frankreich)           | 26. Juni                 | Alex Nichols          | Mira Rai        |
| Tromsø SkyRace (Norwegen)             | 2. August                | Jonathan Albon        | Emelie Forsberg |
| The Rut 50K (Vereinigte Staaten)      | 6. September             | Franco Colle          | Emelie Forsberg |
| Ultra Pirineu (Spanien)               | 19. September            | Kílian Jornet Burgada | Emelie Forsberg |
| Gesamtwertung 2015 Ultra              | Gesamtwertung 2015 Ultra | Luis Alberto Hernando | Emelie Forsberg |

Kategorie Vertical
| Rennen                                             | Datum                 | 1. Platz Herren        | 1. Platz Damen   |
| -------------------------------------------------- | --------------------- | ---------------------- | ---------------- |
| Kilomètre Vertical Face De Bellevarde (Frankreich) | 10. Juli              | François Gonon         | Laura Orgué      |
| Dolomites Vertical (Italien)                       | 17. Juli              | Philip Goetsch         | Christel Dewalle |
| Tromsø Vertical Kilometer (Norwegen)               | 31. Juli              | Stian Hovind-Angermund | Emelie Forsberg  |
| Lone Peak Vertical Kilometer (Vereinigte Staaten)  | 4. September          | Remi Bonnet            | Laura Orgué      |
| Limone Extreme Vertical Kilometer (Italien)        | 15. Oktober           | Remi Bonnet            | Christel Dewalle |
| Gesamtwertung 2015 VK                              | Gesamtwertung 2015 VK | Remi Bonnet            | Laura Orgué      |

### 2016
Kategorie Sky
| Rennen                           | Datum                      | 1. Platz Herren       | 1. Platz Damen    |
| -------------------------------- | -------------------------- | --------------------- | ----------------- |
| Yading SkyRun (China)            | 30. April                  | Bhim Gurung           | Megan Kimmel      |
| Zegama-Aizkorri (Spanien)        | 22. Mai                    | Kílian Jornet Burgada | Yngvild Kaspersen |
| Livigno SkyMarathon (Italien)    | 26. Juni                   | Tadei Pivk            | Elisa Desco       |
| Dolomites SkyRace (Italien)      | 17. Juli                   | Tadei Pivk            | Laura Orgue       |
| SkyRace Comapedrosa (Andorra)    | 31. Juli                   | Tom Owens             | Laura Orgue       |
| Matterhorn Ultraks (Schweiz)     | 20. August                 | Marc Lauenstein       | Megan Kimmel      |
| The Rut 28K (Vereinigte Staaten) | 7. September               | Hassan Ait Chaou      | Megan Kimmel      |
| Limone Extreme SkyRace (Italien) | 15. Oktober                | Alixis Sevennec       | Megan Kimmel      |
| Gesamtwertung 2016 SkyRace       | Gesamtwertung 2016 SkyRace | Tadei Pivk            | Megan Kimmel      |

Kategorie Ultra
| Rennen                                | Datum                    | 1. Platz Herren       | 1. Platz Damen    |
| ------------------------------------- | ------------------------ | --------------------- | ----------------- |
| Transvulcania (Spanien)               | 7. Mai                   | Luis Alberto Hernando | Ida Nilsson       |
| Madeira Island Ultra-Trail (Portugal) | 4. Juni                  | Cristofer Clemente    | Gemma Arenas      |
| High Trail Vanoise (Frankreich)       | 10. Juli                 | Nicolas Martin        | Anne-Lise Rousset |
| The Rut 50k (Vereinigte Staaten)      | 4. September             | Cristofer Clemente    | Ida Nilsson       |
| Ultra Pirineu (Spanien)               | 24. September            | Miguel Heras          | Gemma Arenas      |
| Gesamtwertung 2016 Ultra              | Gesamtwertung 2016 Ultra | Cristofer Clemente    | Gemma Arenas      |

Kategorie Vertical
| Rennen                                             | Datum                 | 1. Platz Herren | 1. Platz Damen   |
| -------------------------------------------------- | --------------------- | --------------- | ---------------- |
| Transvulcania Vertical Kilometer (Spanien)         | 5. Mai                | Saul Padua      | Emily Collinge   |
| Santa Caterina Vertical Kilometer (Italien)        | 24. Juni              | Philip Götsch   | Christel Dewalle |
| Kilomètre Vertical Face De Bellevarde (Frankreich) | 8. Juli               | Xavier Gachet   | Christel Dewalle |
| Vertical Kilometer – Dolomites SkyRace (Italien)   | 15. Juli              | Philip Götsch   | Laura Orgue      |
| Blamann Vertical (Norwegen)                        | 5. August             | Stian Angermund | Emelie Forsberg  |
| Lone Peak Vertical Kilometer (Vereinigte Staaten)  | 2. September          | Ondrej Fejfar   | Laura Orgue      |
| Limone Extreme Vertical Kilometer (Italien)        | 14. Oktober           | Philip Götsch   | Christel Dewalle |
| Gesamtwertung 2016 VK                              | Gesamtwertung 2016 VK | Philip Götsch   | Christel Dewalle |

Kategorie Extreme
| Rennen                                    | Datum                      | 1. Platz Herren | 1. Platz Damen  |
| ----------------------------------------- | -------------------------- | --------------- | --------------- |
| Tromsø SkyRace (Norwegen)                 | 6. August                  | Tom Owens       | Jasmin Paris    |
| Kima Trophy (Italien)                     | 28. August                 | Bhim Gurung     | Emelie Forsberg |
| Glen Coe Skyline (Vereinigtes Königreich) | 22. September              | Jonathan Albon  | Jasmin Paris    |
| Gesamtwertung 2016 Extreme                | Gesamtwertung 2016 Extreme | Jonathan Albon  | Jasmin Paris    |

### 2017
| Kategorie          | 1. Platz Herren       | 1. Platz Damen |
| ------------------ | --------------------- | -------------- |
| Sky                | Marco De Gasperi      | Sheila Avilés  |
| Sky Extreme        | Jonathan Albon        | Maite Maiora   |
| Ultra              | Luis Alberto Hernando | Ragna Debats   |
| Gesamtwertung 2017 | Jonathan Albon        | Maite Maiora   |

### 2018
| Kategorie          | 1. Platz Herren  | 1. Platz Damen  |
| ------------------ | ---------------- | --------------- |
| Sky Classic        | Pascal Egli      | Holly Page      |
| Sky Extra          | Pere Aurell Bove | Hillary Gerardi |
| Gesamtwertung 2018 | Kilian Jornet    | Ragna Debats    |

### 2019
| Kategorie          | 1. Platz Herren | 1. Platz Damen |
| Gesamtwertung 2019 | Ruy Ueda        | Sheila Avilés  |
| ------------------ | --------------- | -------------- |

### 2021
| Kategorie          | 1. Platz Herren  | 1. Platz Damen  |
| Gesamtwertung 2021 | Christian Mathys | Denisa Dragomir |
| ------------------ | ---------------- | --------------- |

### 2022
| Rennen                               | Datum              | 1. Platz Herren    | 1. Platz Damen       |
| ------------------------------------ | ------------------ | ------------------ | -------------------- |
| Skyrace des Matheysins (Frankreich)  | 7. Mai             | Sylvain Cachard    | Julie Roux           |
| Madeira Skyrace (Portugal)           | 28. Mai            | Peter Frano        | Victoria Perez       |
| Mt. Awa Skyrace (Japan)              | 29. Mai            | Tsubasa Fuji       | Takako Takamura      |
| Hochkönig Skyrace (Österreich)       | 4. Juni            | Christian Mathys   | Marcela Vasinova     |
| Minotaur Skyrace (Kanada)            | 24. Juni           | Damien Humbert     | Emma Cook-Clarke     |
| Garmin Epic Vall de Boi (Spanien)    | 2. Juli            | Raul Oritz Cabello | Oihana Azkorbebeitia |
| Schlegeis 3000 Skyrace (Österreich)  | 23. Juli           | Martin Anthamatten | Lindsay Webster      |
| Comapedrosa Skyrace (Spanien)        | 31. Juli           | Damien Humbert     | Lindsay Webster      |
| Tromsø Skyrace (Norwegen)            | 6. August          | Louison Coiffet    | Oihana Azkorbebeitia |
| Matterhorn Ultraks Extreme (Schweiz) | 19. August         | Finlay Wild        | Naiara Irigoyen      |
| Louzanskyrace (Portugal)             | 4. September       | Tiago Ferreira     | Sara Pedrosa         |
| Pirin Extreme (Bulgarien)            | 23. September      | Christian Mathys   | Oihana Azkorbebeitia |
| Gorbeia Suzien Skymasters (Spanien)  | 10. Oktober        | Nicolas Molina     | Noemie Vachon        |
| Gesamtwertung 2022                   | Gesamtwertung 2022 | Nicolas Molina     | Lindsay Webster      |

### 2023
| Rennen                               | Datum              | 1. Platz Herren           | 1. Platz Damen         |
| ------------------------------------ | ------------------ | ------------------------- | ---------------------- |
| Calamorro SkyRace (Spanien)          | 29. April          | Antonio Martínez Pérez    | Iris Pessey            |
| Skyrace des Matheysins (Frankreich)  | 14. Mai            | Frédéric Tranchand        | Clémentine Geoffray    |
| Hochkönig Skyrace (Österreich)       | 3. Juni            | Esteban Olivero           | Iris Pessey            |
| Ultra Skyrunning Madeira (Portugal)  | 17. Juni           | Antonio Martínez Pérez    | Emma Cook-Clarke       |
| Minotaur Skyrace (Kanada)            | 24. Juni           | Jackson Cole              | Marcela Vašínová       |
| Cordillera Blanca Skyrace (Peru)     | 2. Juli            | José Manuel Quispe Mallma | Trinidad Ortiz Aguirre |
| Skyrace du Mercantour (Frankreich)   | 9. Juli            | Damien Humbert            | Leire Fernández Abete  |
| Schlegeis 3000 Skyrace (Österreich)  | 22. Juli           | Sébastien Poesy           | Karina Carsolio        |
| Matterhorn Ultraks Extreme (Schweiz) | 26. August         | Manuel Merillas           | Anastasia Rubtsova     |
| Grigne Skymarathon (Italien)         | 16. September      | Louison Coiffet           | Hillary Gerardi        |
| Gorbeia Suzien (Spanien)             | 23. September      | Alain Santamaría Blanco   | Clémentine Geoffray    |
| Louzanskyrace (Portugal)             | 7. Oktober         | Shoma Otagiri             | Ikram Rharsalla        |
| Limone Xtreme Skymasters (Italien)   | 28. Oktober        | Roberto Delorenzi         | Sara Alonso            |
| Gesamtwertung 2023                   | Gesamtwertung 2023 | Antonio Martínez Pérez    | Clémentine Geoffray    |

### 2024
| Rennen                               | Datum         | 1. Platz Herren    | 1. Platz Damen     |
| ------------------------------------ | ------------- | ------------------ | ------------------ |
| Acantilados del Norte (Spanien)      | 2. April      | Roberto Delorenzi  | Lide Urrestarazu   |
| Calamorro Skyrace (Spanien)          | 6. April      | Roberto Delorenzi  | Sara Alonso        |
| Skyrace des Matheysins (Frankreich)  | 5. Mai        | Nadir Maguet       | Anastasia Rubtsova |
| Skyrace Gorges du Tarn (Frankreich)  | 18. Mai       | Roberto Delorenzi  | Oihana Kortazar    |
| Mexiko Sky Challenge (Mexiko)        | 26. Mai       | Abraham Hernández  | Karina Carsolio    |
| Hochkönig Skyrace (Österreich)       | 1. Juni       | Lorenzo Beltrami   | Hillary Gerardi    |
| Ultra Skyrunning Madeira (Portugal)  | 15. Juni      | Robert Loic        | Lucille Germain    |
| Minotaur Skyrace (Kanada)            | 22. Juni      | Scott Patterson    | Emma Cook-Clarke   |
| Skyrace du Mercantour (Frankreich)   | 23. Juni      | Alain Santamaría   | Ariadna Fenes      |
| Kaiserkrone Skyrace (Österreich)     | 29. Juni      | Manuel Merillas    | Anastasia Rubtsova |
| Cordillera Blanca Skyrace (Peru)     | 7. Juli       | Jose Manuel Quispe | Karina Carsolio    |
| Matterhorn Ultraks Extreme (Schweiz) | 23. August    | Martin Anthamatten | Anastasia Rubtsova |
| Trofeo Kima (Italien)                | 24. August    | Finlay Wild        | Hillary Gerardi    |
| Maga Skymarathon (Italien)           | 22. September |                    |                    |
| Gorbeia Suzien (Spanien)             | 28. September |                    |                    |
| Inthanon Skyrace (Thailand)          | 5. Oktober    |                    |                    |
| 2 Peaks Skyrace (Süd-Korea)          | 26. Oktober   |                    |                    |
| EDP Sobrescobio Skyrace (Spanien)    | 27. Oktober   |                    |                    |
| Kailas Penang Skyrace (Malaysia)     | 2. November   |                    |                    |
| Sagalassos Skyrace (Türkei)          | 9. November   |                    |                    |
| Marato dels Dements (Spanien)        | 16. November  |                    |                    |
| Gesamtwertung 2024                   |               |                    |                    |